# Ångrarna
Ångrarna, en pjäs (drama) och TV-teaterproduktion från 2009 av Marcus Lindeen. 
Dramat hade urpremiär på Stockholms stadsteater och handlar om två personer, Mikael och Orlando, som ångrar sina man-till-kvinna-könskorrigeringar. 
Pjäsen, som blev väldigt uppmärksammad och kritikerrosad, har även gjorts i en TV-teaterversion för SVT (2009) och i en filmversion, belönad med en Guldbagge 2011.
Marcus hade fått kontakt med Mikael och Orlando genom ett radioprogram. Han skrev sedan ett manus utgående från deras berättelser. I pjäsen spelas de av skådespelare, i TV- och filmversionen spelar Mikael och Orlando sig själva. 
I så väl originaluppsättningen som i TV-filmen gjordes rollerna görs av skådespelarna Lena-Pia Bernhardsson och Åke Lundqvist. 